# Соколски манастир
Соколският манастир „Успение Богородично“, наричан още Габровско-Соколски или Габровски манастир, е действащ девически манастир на Българската православна църква, намиращ се в Северна България, близо до Габрово. Манастирът е основан в началото на 1833 година от Йосиф Соколски.

## Местоположение
Манастирът е разположен в местността Соколова пещера по горното течение на река Янтра, сред северните склонове на Стара планина, на 4 километра южно от етнографското селище Етъра и на 12 километра югоизточно от Габрово. До манастира има автобусен транспорт, а от Етъра може да се достигне по маркираните пътеки за по-малко от два часа.
Местността Соколова пещера дава името както на манастира, така и на неговия създател архимандрит Йосиф Соколски.

## История
Соколският манастир е основан през 1833 година от Архимандрит Йосиф, известен по-късно в борбата за църковна автономия като униатски архиепископ Йосиф Соколски. Той пристига в родния си край от Троянския манастир придружен от йеромонах Агапий.
Църквата и първата жилищна сграда са построени от известния първомайстор Константин от Пещера, който впоследствие ще построи още и съборните църкви на Троянския и Батошевския манастир. В двора с жилищните корпуси се намира известната Соколска чешма, която се сочи за дело на първомайстор Никола Фичев.
Новооснованият манастир е тържествено открит на 15 август 1834 г. от митрополит Иларион Търновски. През 1836 г. Йосиф Соколски открива в манастира училище, където за кратко време учител е Неофит Бозвели. В манастира Йосиф Соколски разкрива и книжовен център. Дякон Иларион е изпратен в Търново да изучи псалтира, да търси и подготвя учители.
На 31 юли 1856 г. там се установява четата на Капитан Дядо Никола (1856 г.), с намерение да го превърне в център на подготвяното от него въстание. Тук е и осветено знамето на четата. Васил Левски също е намирал подслон тук.
Години наред църквата на Соколския манастир стояла без украса. Тя била без стенописи, без хубав иконостас, с лоша подова настилка. Руският вицеконсул от Пловдив Найден Геров, посетил манастира на храмовия му празник (15 август) 1858 г., с възмущение отбелязал, че църквата е оставена в занемарено състояние, лишена от всякакви украшения, дори нямала и храмова икона „Успение Богородично“.
През 1862 година поп Павел Зограф и синът му Никола от с. Шипка, Казанлъшко украсяват със стенописи наоса на църквата и нартекса ѝ. Същата година е изработен и иконостасът с царски и празнични икони от известните представители на Тревненската школа Йоаники папа Витанов, Симеон Цонюв и др. За направата му са похарчени 2500 гроша. На него били поставени 6 големи царски икони и 15 малки празнични икони. В купола е изобразен Исус Христос. Храмовата икона е рисувана от габровския живописец Христо Цокев и е негово дарение. Тя е подписана: „Живопис Хр. Цокев, Габрово, 8 авг. 1880 г.“ През 1868 година Уста Кольо Фичето построява каменна чешма, днес ценен архитектурен паметник.
На 1 май 1876 се събират въстаниците на войводата Цанко Дюстабанов и оттам Габровската чета започва бойния си път. По време на Априлското въстание от 1876 г. там е приютена четата на Дюстабанов. От манастира, благословени от монасите, те се отправят и бият в селата Кръвеник и Ново село. Турците разбиват четата, 8 от четниците увисват на бесилката на скалите край манастира, а телата им са хвърлени в пропастта. Дюстабанов увисва на бесилката в Търново.
По време на Руско-турската война (1877 – 1878) манастирът е превърнат във военна болница.
От основаването му до 1959 година манастирът е бил мъжки и в него са служили над 100 монаси. Монашеското братство се е оглавявало от 15 игумени.
През 1839 г. архимандрит Йосиф Соколски основава в Габрово девическия манастир „Свето Благовещение“, който е взривен през 1959 г. от комунистическата власт в България и монахините са преместени в Соколския манастир. В северната част на манастира през 1968 г. монахините уреждат параклис „Свето Благовещение“ и в него експонират запазения иконостас и иконите „Иисус Христос“ и „Света Богородица с Младенеца“, рисувани от Захари Зограф.

## Други
- Към манастира е изграден музей, където е изложена експозиция с реликви от борбата за освобождение.
- Соколският манастир е обявен за историческа местност със заповед №357/11.03.1973 на КОПС. Прекатегоризиран е в защитена местност със същото име със заповед № РД 1322 от 27.12.2002 на МОСВ. Обхваща площ от 75,5 хектара манастирски гори и земи от горския фонд.